# Pierre Dewin
Pierre Dewin (* 6. September 1894 in Antwerpen; † im 20. Jahrhundert) war ein belgischer Wasserballspieler.

## Karriere
Dewin nahm 1920 erstmals an Olympischen Spielen teil. In Antwerpen erreichte er mit der belgischen Nationalmannschaft den zweiten Rang und sicherte sich somit Silber. Vier Jahre später gelang bei den Spielen in Paris der erneute Silbermedaillengewinn.